# Давыдов, Пётр Львович
Пётр Львович Давыдов (1781—1842) — гофмейстер, тайный советник, участник Отечественной войны 1812 года; родной брат А. Л. Давыдова и декабриста В. Л. Давыдова; единоутробный брат генерала Н. Н. Раевского и двоюродный брат Дениса Давыдова.

## Биография
Родился 22 июня (3 июля) 1781 года в семье генерал-майора Льва Денисовича Давыдова (к тому моменту полковника Драгунского полка) и жены его, Екатерины Николаевны, урождённой Самойловой, племянницы князя Потёмкина-Таврического. Был крещён 25 июня 1781 года в церкви Вознесения Господня, восприемниками его были дед по матери, Н. Б. Самойлов, и фрейлина двора А. В. Энгельгардт. 
Мать его в первом браке была замужем за Николаем Семёновичем Раевским и имела двух сыновей.
Братья от первого брака матери: 
- Александр (убит в 1790 году при штурме Измаила)
- Николай.

Во втором её браке выжило четверо детей:
- Александр,
- Пётр,
- Василий
- Софья (супруга Андрея Михайловича Бороздина, мать М. А. и Е. А. Бороздиных).

Служил в гвардии при Екатерине II и Павле I, при котором пожалован в действительные камергеры и кавалером ордена Св. Иоанна Иерусалимского, состоял затем в должности шталмейстера при дворе великой княжны Анны Павловны; в 1809—1811 годах занимал должность почётного опекуна.
С началом Отечественной войны 1812 года явился в строй и был зачислен майором по армейской пехоте. 2 июля 1812 года был награждён орденом св. Георгия 4-й степени (№ 1050 по кавалерскому списку Судравского и № 2417 по списку Григоровича — Степанова)
В воздаяние ревностной службы и отличия, оказанного в сражении против французских войск 1812 года июня 28 при м. Мир, где явил беспримерную храбрость.
По окончании военных действий против Наполеона Давыдов вернулся к придворной службе и впоследствии достиг чина тайного советника.
Скончался в чине тайного советника в 1842 году в городке Шавли, где был временно захоронен, затем гроб с телом перевезён в Москву и погребён в Донском монастыре рядом с могилой отца; на его памятнике была сделана надпись «Служил Отечеству в достопамятную войну 1812 года».

## Семья
Первая жена (с 15 июля 1803 года) — графиня Наталья Владимировна Орлова (4.06.1782—14.09.1819), дочь графа В. Г. Орлова. Венчание было в церкви Воскресения за Литейным двором. Последние годы жизни жила с детьми в Италии. Скончалась в Пизе. Гроб с телом некоторое время находился в греческой церкви в Ливорно, а затем был перевезен в «имение Отрада». В браке были дети:
- Екатерина (01.08.1804—06.07.1836)[8], будучи слабого здоровья, была очень религиозна. Проживала в основном в своем поместье Красном, где главным образом занималась благосостоянием крестьян.
- Софья (01.11.1805[9]— ?), крещена 3 ноября 1805 года в церкви Воскресения Христова за Литейным двором при восприемстве графа А. Н. Самойлова и бабушки Е. Н. Давыдовой.
- Елизавета (27.09.1805?—18.09.1878), замужем за сенатором князем Юрием Алексеевичем Долгоруковым.
- Любовь (1806—30.07.1811[10]), умерла от оспы.
- Владимир (1809—1882), возведён в 1856 году в графское достоинство с фамилией графа Орлова-Давыдова.
- Александра (1817—1851), замужем с 30 января 1838 года[11] за прусским графом Фридрихом фон Эглофштейном.

Вторая жена (с 5 ноября 1833 года) —  Варвара Николаевна Лихарева (1803—1876), сестра декабриста В. Н. Лихарева. По словам современника, Давыдов женился на ней, потому что должен был это сделать. Она доказала ему свою привязанность, ибо пять лет в него была влюблена. Похоронена она рядом с мужем в Москве. В браке было два сына и дочь:
- Лев (1834—1885)
- Ольга (1835—1836)
- Александр (1838—1885)

Кроме того, Давыдов взял на воспитание троих детей брата — декабриста В. Л. Давыдова.